# Бонинский голубь
Бонинский голубь (лат. Columba versicolor) — вымершая птица из семейства голубиных. Эндемик Бонинских островов.

## Описание
Бонинский голубь был длиной 45 см. Спина с золотисто-пурпурным отливом. Нижняя часть тела светло-серая. Гузка зелёная. Кроющие перья светлее и с более сильным золотистым отливом. Верх головы металлически зелёный. На затылке окрас переходил в тёмный пурпур и зелень. Радужины тёмно-коричневые. Клюв зеленовато-жёлтый. Ноги были тёмно-красные.

## Распространение
Бонинский голубь обитал в лесах на островах Накододзима и Титидзима Бонинского архипелага.

## Образ жизни
Когда Генрих фон Киттлиц обнаружил вид в 1828 году, он часто наблюдал птиц в сообществе с чёрным голубем (Columba janthina). Бонинский голубь искал пищу в одиночку или парами, питаясь плодами веерных пальм.

## Вымирание
Главной причиной вымирания бонинского голубя была, вероятно, чрезмерная охота. Последний экземпляр был застрелен в 1889 году на острове Накододзима. 4 шкурки этих птиц сохранились в префектуре Симане в Японии, в Зенкенбергском музее во Франкфурте-на-Майне, в Зоологическом институте РАН в Санкт-Петербурге и в Музее естествознания в Лондоне.